# 玉林山馆
玉林山馆是中国福州市的一座历史建筑，位于仓山区仓前街道麦园社区梅坞路16号（西侧），毗邻烟台山公园，此处道路坡度甚陡。
玉林山馆建于民国时期，原为教会领袖倪柝声之父海关官员倪文修所建的三座住宅之一，西式风格，红砖砌筑，高二层，房屋和空地的面积约有三百平方米。1948年“交出来”期间，倪柝声将该建筑奉献给福州地方教会使用。
1950年代，福州地方教会长老郑证光居住于此，不久房屋被没收。1979年，郑证光从下放农村回到福州，为教会索回玉林山馆产业。
21世纪初，梅坞路东侧被拆除改建。2010年，烟台山历史风貌区一期改造拆迁，仓山区文物普查小组对一期项目进行普查，发现罗氏宗祠、玉林山馆等多处古名居或近现代建筑，于是对这些建筑进行筛选，上报省、市文物部门进行等级评定。2013年，该建筑被福州市列为保留建筑，并被纳入烟台山历史文化风貌区范围。2021年，仓山区对全区所有三普文物名录中涉及的共456座建筑，统一实行挂牌上墙，设置明显标志，实施重点保护，玉林山馆列在仓山区第三次全国文物普查不可移动文物名录中  。
玉林山馆院内水井井栏上刻有“玉林山馆”等字样，门口种有白玉兰树。